# Roadkill
Roadkill és una minisèrie de televisió anglesa de quatre capítols escrita i creada per David Hare en forma de thriller polític, i dirigit per Michael Keillor. Es va rodar a Londres i Hastings i es va emetre per primera vegada a BBC One el 18 d'octubre de 2020.
La sèrie és protagonitzada per Hugh Laurie com a ministre de Justícia la vida privada del qual es troba sota el focus mediàtic. La sèrie també compta amb Iain De Caestecker, Sidse Babett Knudsen i Helen McCrory en la seva última actuació abans de la seva mort l'abril del 2021.

## Premis
| Any  | Cerimònia             | Categoria       | Nominat      | Resultat  |
| ---- | --------------------- | --------------- | ------------ | --------- |
| 2021 | BAFTA TV Craft Awards | Música original | Harry Escott | Guanyador |